# The Thin White Line
The Thin White Line («Тонкая белая линия») — первая серия третьего сезона мультсериала «Гриффины». Премьерный показ состоялся 11 июля 2001 года на канале FOX. В России премьерный показ состоялся 29 июля 2002 года на канале Рен-ТВ.

## Сюжет
История начинается с того, что Брайан сидит на приеме у своего психолога, где он рассказывает ему о том, как надоела ему жизнь. Психолог предложил ему заняться общественными работами. Брайан соглашается, но вскоре ему это надоедает.
Во время корпоративной вечеринки начальник Питера мистер Вид объявляет состязание, в котором он будет охотиться на своих подчинённых с отравленными стрелами. На этом соревновании Питер случайно выигрывает внеочередной оплачиваемый отпуск.
Гриффины собираются в круиз, а тем временем Джо убеждается в великолепном нюхе Брайана и предлагает ему поступить на службу в полицию, искать наркотики. Брайан соглашается и показывает великолепные результаты: он участвует в облаве на карликов-наркоманов, а встретив Куагмира в аэропорту, он унюхивает кокаин у случайного пассажира. Однако, нюхая наркотики, Брайан случайно становится наркоманом.
Тем временем наркозависимость Брайана всё растёт. Доходит до того, что он нападает на случайного пассажира в аэропорту в надежде «добыть травки» (find «the stash») и после этого его выгоняют со службы. Ночью пёс возвращается домой с проституткой Тиной, ругается с Питером и проводит остаток ночи на улице. На следующее утро Гриффины ведут Брайана к психиатру, который диагностирует у собаки нервный срыв (emotional breakdown).
Семья решает отправить Брайана на лечение, воспользовавшись отпускными деньгами. В реабилитационный центр с собакой отправляется и Питер, где он сеет хаос и разруху и даже вызывает преждевременные роды у подростков. В итоге главврач обвиняет Питера в том, что именно он и есть причина наркозависимости Брайана.
После этого Брайан заявляет всем, что он уезжает со своим кузеном Джаспером в Калифорнию, и никто его не останавливает…

## Создание
Автор сценария: Стив Кэллахан.
Режиссёр: Глен Хилл.
Приглашённые знаменитости: Карлос Алазраки (в роли мистера Джонатана Вида), Джун Форей (в роли Белки-летяги Рокки), Лейф Гарретт (камео) и Хэйли Осмент (в роли малыша в ванной).